# Francesco Foscari
Francesco Foscari (født 19. juni 1373, død 1. november 1457) var en venetiansk doge.
Foscari blev 1423 valgt til doge i Venedig og bidrog meget til, at republikkens politik rettedes mod det italienske fastland. Han førte krig mod Filippo Maria Visconti af Milano, der 1427 måtte afstå Cremona, Bergamo og Brescia; 1433 udbrød krigen på ny, og Milano, der understøttedes af Neapel og Mantua, kæmpede i begyndelsen heldig mod Venedig, hvis forbundsfæller var pave Eugen IV, Firenze og Genua, men fra 1439 vendte lykken sig, og ved freden 1441 erhvervede Foscari Peschiera med flere omliggende distrikter og bemægtigede sig kort efter på svigefuld vis Ravenna. Han stiftede et stort, norditaliensk Forbund mod kong Alfons I af Neapel (1443), men flere af de allierede gik efterhånden over til fjenden, og selv om fredsslutningerne 1448 og 1454 (i Lodi) var fordelagtige, havde dog de idelige krige været til stor skade for republikken; de vakte også megen misfornøjelse i Venedig og skaffede ham mange fjender. Sørøveriet i Adriaterhavet var steget, og i tyrkerne havde man fået en mægtig fjende, der alt havde erobret flere af de venetianske besiddelser. Foscaris modstandere, hvoriblandt admiralen Loredan var den farligste, benyttede sig heraf til 1457 at afsætte dogen, der døde få dage efter. Forinden var også Foscaris søn blevet dømt til landsforvisning. Foscaris og hans søns skæbne er poetisk behandlet af Byron i The Two Foscari, der ligger til grund for operaen I due Foscari af Giuseppe Verdi.